# Робинсон, Фрэнсис Мэйбл
Фрэнсис Мэйбл Робинсон (англ. Frances Mabel Robinson, 1858, Ройал-Лемингтон-Спа, Уорикшир — 1956 или 1954, Париж) — английская писательница, критик и переводчица. Некоторые из своих работ написала под псевдонимом WS Gregg.

## Биография
Родилась и выросла в Милвертоне, Ройал-Лемингтон-Спа, Англия; она была младшей сестрой поэтессы Агнес Мэри Фрэнсис Робинсон (позже Дюкло). После учёбы в Школе искусств Слэйда она перешла к литературе и в 1880–1890-х годах написала серию романов, в основном на ирландские политические темы. Она также часто писала статьи для Athenaeum и написала научно-популярную книгу «История Ирландии для английских читателей».
В 1897 году она переехала жить рядом со своей овдовевшей сестрой в Париж, где прожила всю оставшуюся жизнь, за исключением временного переезда в Орийак во время Второй мировой войны.

## Произведения
- Mr. Butler's Ward, 1885
- Irish History for English Readers: from the earliest times to 1855, 1886. (As Wm. Stephenson Gregg)
- The Plan of Campaign; a Story of the Fortune of War, 1888 ("ирландский рассказ, написанный под влиянием движения за самоуправление" — некролог Times)).
- A Woman of the World: An Everyday Story, 1890 (as "WS Gregg")
- Disenchantment: an every-day story, 1890 ("реалистическое исследование деморализации персонажа выпивкой" — некролог Times). J.P. Lippincott, Philadelphia, 1890.
- Hovenden, V.C., the Destiny of a Man of Action: A Novel, 1891 (as "WS Gregg").
"Судьба человека действия, в случае Ховендена, В. К., разнообразна. Он выходит сражаться с зулусами, выигрывает свой крест Виктории и возвращается домой, чтобы влюбиться в Алтею Родригес и потерять её и одну ногу — последняя потеряна в результате несчастного случая. Алтея выходит замуж за доктора Сагдена, с которым она живёт несчастливо и от которого сбегает с Ховенденом. Его режут друзья, Алтея умирает, он уходит в монастырь, бросает его, потому что не любит мыть посуду в жирной воде, и женится на старой любви своего детства." - The Critic, 16 Jan 1892. Also Published in 1892 by Heinemann and Balestier, Leipzig and 1894 by Methuen & Co., London, both of these under her own name, F. Mabel Robinson.
- Chimâera. A Novel, 1895
- A woman of the world : an every-day story, 1898

## Переводы
- The Trianon of Marie Antoinette... T. Fisher Unwin,London, 1925.
- Passion and Peat-La Brière... Translated by F. Mabel Robinson, Thornton Butterworth, London, 1927.
- The Memoirs of Queen Hortense... Co-Translated with Arthur Kingsland Griggs, 1927.